# Emmanuelle Bayamack-Tam
Emmanuelle Bayamack-Tam (Marsella, 16 de marzo de 1966) es una escritora y novelista francesa galardonada con el premio Alexandre-Vialatte en 2013 por Si tout n'a pas péri avec mon innocence.

## Obras
- 6P. 4A. 2A., éditions Contre-pied, 1994, 26 p.
- Rai-de-coeur, París, P.O.L., 1996, 106 p.
- Tout ce qui brille, París, P.O.L., 1997, 118 p.
- Pauvres morts, París, P.O.L., 2000, 185 p.
- Hymen, París, P.O.L., 2002, 285 p.
- Le Triomphe, París, P.O.L., 2005, 158 p.
- Une fille du feu, París, P.O.L., 2008, 184 p.
- La Princesse de., París, P.O.L., 2010, 267 p.
- Mon père m'a donné un mari, obra de teatro editada en París, P.O.L., 2013, 176 p.
- Si tout n'a pas péri avec mon innocence, París, P.O.L., 2013, 448 p. , premio Alexandre-Vialatte 2013.[5]
- Je viens, París, P.O.L., 2015, 464 p.
- Arcadie, París, P.O.L., 2018, 448 p.
- La Treizième Heure, P.O.L., 2022, 512 p., Premio Médicis 2022.[6]